# Perilampus micans
Perilampus micans är en stekelart som beskrevs av Johan Wilhelm Dalman 1820. Perilampus micans ingår i släktet Perilampus och familjen gropglanssteklar. Arten är reproducerande i Sverige. Inga underarter finns listade i Catalogue of Life.